# Write Now!
Write Now! was een jaarlijkse schrijfwedstrijd voor jongeren tussen 15 en 24 jaar oud in het Nederlandse taalgebied, die tussen 2000 en 2022 werd georganiseerd door de Passionate Bulkboek. De vorm is vrij (gedicht, maximaal acht per inzending, verhaal, column, rap, ...), maar de tekst moet korter zijn dan 2000 woorden.

## Geschiedenis
In 2000 werd de eerste editie van de wedstrijd gehouden in de regio Rotterdam. De organisatie constateerde, dat veel jongeren geïnteresseerd zijn in het schrijven van teksten, maar de juiste stimulans misten. Write Now! biedt jongeren een podium en een opstapje naar uitgeverijen en reikte in de beginjaren ook een aanmoedigingsprijs uit. In 2003 was er een editie van Write Now! in Nijmegen.
Sinds 2004 is er een landelijke editie waarbij een juryprijs en publieksprijs wordt uitgereikt. Bij de voorrondes in de verschillende steden wordt al een eerste, tweede en derde prijswinnaar bepaald, die worden beloond tijdens regionale prijsuitreikingen. In 2007 vonden voor de eerste keer ook in Vlaanderen voorrondes plaats.
In 2012 werden in Ook olifanten moeten door verhalen en gedichten gebundeld van alle vijftien finalisten.
De laatste editie werd in 2022 gehouden.

## Wedstrijd
In 2015 werden elf voorrondes georganiseerd, waarvan zeven in Nederland, drie in Vlaanderen en een in Suriname. Hierbij bedroeg de eerste prijs 250 euro, de tweede prijs 125 euro en de derde prijs 75 euro aan boekenbonnen. De winnaar van elke voorronde plaatst zich direct voor de finale en worden aangevuld met vier tweede- of derdeprijswinnaars, die zich nog kunnen plaatsen middels een wildcard. Daarmee komt het aantal finalisten op vijftien, die elk een nieuwe tekst schrijven die door een de overkoepelende jury wordt beoordeeld.
Alle finalisten krijgen een gezamenlijk weekend aangeboden met onder andere intensieve workshops over het schrijven zelf maar ook over de presentatie (voordracht) van de tekst. Het hoogtepunt van het finaleweekend is de prijsuitreiking, waarbij de jury haar winnaar bekend maakt die zich een jaar lang het nieuwe literaire schrijftalent van Nederland en Vlaanderen mag noemen. De winnaar van de juryprijs krijgt voor zijn overwinning een laptop, een optreden op Geen Daden Maar Woorden Festival en een schrijfopleiding. De publieksprijs omvat een publicatie in Metro en een tablet en wordt toegekend via een verkiezing op internet.

## Winnaars
| Jaar    | Juryprijs | Publieksprijs etc.                 |
| ------- | --- | ---------------------------------- |
| 2000    | Michelle van Dijk (Rotterdam) |                                    |
| 2001    | Yusef El Halal (Rotterdam) |                                    |
| 2002    | - Tonie Mudde (Den Haag) - Trudy Lokren (Eindhoven) - Miquel Veldkamp (Rotterdam) - Els Bertens (Utrecht)                                                                              | Raoul de Jong (aanmoedigingsprijs) |
| 2003    | - Stephane Kaas (Amsterdam) - Maurice Buehler (Den Haag) - Steffie van Gompel (Eindhoven) - Jurre van den Berg (Groningen) - Hanneke Hendrix (Nijmegen) - Jacoline de Heer (Rotterdam) | Jaap Robben (aanmoedigingsprijs)   |
| 2004    | Josef Moshe | Emy Koopman (aanmoedigingsprijs)   |
| 2005    | Theo-Henk Streng (19) Nederland | Liselore Goossens (15) Nederland   |
| 2006    | Maarten Naafs (24) Nederland | Vicky Francken (17) Nederland      |
| 2007    | Maartje Wortel (24) Nederland | Thomas Decreus (23) België         |
| 2008-09 | Maxim Roozen (17) Nederland | Roel van Meerendonk (21) Nederland |
| 2010    | Niña Weijers (22) Nederland | Marleen van Wesel (22) Nederland   |
| 2011    | Marijn Sikken (20) Nederland | Marijn Sikken (20) Nederland       |
| 2012    | Vincent Van Meenen (22) België | Vincent Van Meenen (22) België     |
| 2013    | Lize Spit (24) België | Lize Spit (24) België              |
| 2014    | Sacha Hilhorst (19) Nederland | Esa Denaux (25) België             |
| 2015    | Mirke Kist (24) Nederland | Ulrike Burki (16) België           |
| 2016    | Roos Vlogman (23) Nederland | Anyra Hamat (22) SUR               |
| 2017    | Kyrian Esser (24) Nederland |                                    |
| 2018    | Anne Giesen (18) Nederland |                                    |
| 2019    | 1. Francis Nagy (23) Nederland 2. Aragorn Fuhrmann (23) België 3. Lennert De Vroey (24) België                                                                                         |                                    |
| 2020    | 1. Jordi Lammers (23) Nederland 2. Elianne van Elderen (22) Nederland 3. Ellen D'Hoore (24) Nederland                                                                                  |                                    |
| 2021    | 1. Puck Füsers (19) Nederland 2. Keet Winter (21) Nederland 3. René Mets (17) België                                                                                                   |                                    |